# Tufão Marge (1951)
Tufão Marge foi um tufão extraordinariamente intenso e grande que se formou em agosto de 1951 durante a temporada de tufões de 1951 no Pacífico. Embora fosse um tufão de categoria três, Marge levou o recorde de ser o maior ciclone de 1951 por 28 anos, até ser precedido pelo tufão Tip em 1979, tendo dobrado o tamanho. A sétima tempestade da temporada de tufões no Pacífico de 1951, Marge originou-se de um distúrbio, a sudeste de Guam, em 10 de agosto. No momento em que estava prestes a se intensificar, lentamente seguia um caminho para oeste, antes de sua rápida intensificação, que passou a seguir para noroeste. Atingiu sua intensidade máxima de 185 km/h, como um tufão de categoria 3.

## História meteorológica
O tufão Marge se originou como uma tempestade tropical a sudeste de Guam em 10 de agosto. Seguindo em direção ao noroeste, o sistema em fortalecimento passou ao sul da ilha no dia seguinte como um tufão. Em 13 de agosto, a tempestade começou a seguir um caminho mais para noroeste à medida que continuou a se intensificar, atingindo seu pico de intensidade dois dias com ventos máximos estimados em pelo menos 185 km/h (115 mph) e uma pressão notavelmente baixa de 886 mbar (hPa; 26,16 inHg). Flutuando em força nos dias seguintes, Marge passou pelas Ilhas Amami em 18 de agosto antes de uma tendência de enfraquecimento mais constante acontecer quando o tufão se moveu para o Mar da China Oriental. A tempestade passou perto da costa de Xangai antes de fazer uma curva acentuada para o nordeste no Mar Amarelo em 21 de agosto. Marge enfraqueceu para uma tempestade tropical no dia seguinte depois de passar 11 dias contínuos como um tufão. O ciclone atingiu a costa perto de Boryeong, na Coreia do Sul, em 23 de agosto e acelerou para nordeste através da península coreana, fazendo a transição para um ciclone extratropical sobre o extremo nordeste da Manchúria antes de se dissipar após 24 de agosto.

## Registros
Marge foi o maior ciclone tropical já observado até hoje, com uma circulação de vento estendendo-se por 1160 km (99 mi) de diâmetro; esse recorde permaneceu até ser precedido pelo Typhoon Tip em 1979. O meteorologista Robert Simpson voou a bordo de uma missão de reconhecimento que voou para Marge perto de sua força máxima e documentou as características visuais e amostradas do olho. Simpson afirmou que Marge poderia estar em qualquer lugar de 185 km/h (115 mph). O vôo foi uma partida atípica das missões de reconhecimento normais devido aos objetivos secundários - embora limitados por procedimentos - de pesquisa de tempestade. Publicando suas descobertas no Boletim da Sociedade Meteorológica Estadunidense em 1952, seu trabalho seria fundamental para a compreensão da estrutura do ciclone tropical.

## Impacto
Navios navais das Nações Unidas e armamentos da Marinha dos Estados Unidos em resposta à Guerra da Coreia foram evacuados da costa oeste da península coreana antes do tufão que se aproximava. Rajadas de até 180 km/h (110 mph) foram relatados em Okinawa no que foi considerado o tufão mais impactante da ilha desde a ocupação militar dos EUA em 1945. Embora os danos tenham sido mínimos nas instalações militares dos EUA, os danos às plantações foram extensos em outras partes de Okinawa e várias estradas e rodovias foram destruídas pelas fortes chuvas e ondas. Os impactos foram mais extensos ao norte de Kyushu, onde a precipitação total chega a 400 mm (16 in) produziu inundações generalizadas que inundaram plantações de arroz e mais de mil casas, provocando a evacuação de 11.943 pessoas. No mar, doze barcos de pesca viraram nas ondas fortes e uma Maré de tempestade matou quatro na vila de Kyushu em Yoshikawa. No sul do Japão, havia 12 mortes e 53 ferimentos causados por Marge. Na Coreia do Sul, a área de Busan foi particularmente atingida, com inundações costeiras deslocando 550 pessoas de suas casas de madeira destruídas. Um segmento de meia milha da ferrovia entre Yeosu e Daejeon também foi destruído.